# شهرستان دولنا میتروپولیا
شهرستان دولنا میتروپولیا (به بلغاری: Dolna Mitropoliya Municipality) یک شهرستان در بلغارستان است که در استان پلون واقع شده‌است. شهرستان دولنا میتروپولیا ۶۷۴٫۸۱ کیلومتر مربع مساحت و ۲۱٬۳۰۴ نفر جمعیت دارد.